# Rishi Kapoor
Rishi Kapoor (ur. 4 września 1952 w Bombaju, zm. 30 kwietnia 2020 tamże) – indyjski aktor i reżyser bollywoodzki.
Jest drugim synem aktora i reżysera Raj Kapoora. Jego bracia to też znani w Indiach aktorzy: Randhir Kapoor i Rajiv Kapoor. Rishi jest wujem sławnych aktorek Karisma Kapoor i Kareena Kapoor. Jego żona jest aktorką, z którą zagrał w latach 80. w wielu filmach Neetu Singh. Mają dwoje dzieci. Syn Ranbir Kapoor też jest aktorem, córka: Riddhima.
Zadebiutował w 1970 w filmie ojca Mera Naam Joker, grając dziecięcą wersję roli zagranej przez ojca. Popularność zyskał w 1973 w filmie Bobby (u boku Dimple Kapadii). Do 1990 grał role w romantycznych filmach. W 1992 w jego filmie zadebiutował Shah Rukh Khan (byli rywalami w Deewana). Zagrał drugoplanowe role w Zakochanych (2004) i Unicestwieniu (2006). W 1998 roku wyreżyserował Aa Ab Laut Chalen (z Aishwarya Rai i Akshaye Khanna). Niedawno pojawił się w angielskojęzycznym filmie Namastey London, wyreżyserowanym przez jego kuzyna Aditya Raj Kapoor.
Zmarł na białaczkę.

## Filmografia (u jego boku aktorka)
- Mera Naam Joker (1970) z Simi
- Bobby (1973) z Dimple Kapadia
- Zinda Dil (1975)
- Raja (1975) Sulakshana Pandit
- Rafoo Chakkar (1975) Neetu Singh
- Khel Khel Mein (1975) Neetu Singh
- Rangila Ratan (1976) Parveen Babi
- Laila Majnu (1976) Ranjeeta
- Ginny Aur Johnny
- Barood (1976) Reena Roy/Shoma Anand
- Kabhie Kabhie (1976) Neetu Singh
- Hum Kisi Se Kum Nahin (1977) Zeenat Aman/Kajal Kiran
- Doosra Aadmi (1977) Neetu Singh
- Chala Murari Hero Banne (1977)
- Amar Akbar Anthony (1977) Neetu Singh
- Phool Khile Hain Gulshan Gulshan (1978) Moushumi
- Pati Patni Aur Woh (1978)
- Zehreela Insaan (1978) Neetu Singh/Moushumi
- Naya Daur (1978)
- Badalte Rishte (1978) Reena Roy
- Anjane Mein (1978)
- Sargam (1979) Jayaprada
- Salaam Memsaab (1979)
- Jhoota Kahin Ka (1979) Neetu Singh
- Duniya Meri Jeb Mein (1979) Neetu Singh
- Aap Ke Deewane (1980) Tina Munim
- Do Premee (1980)
- Dhan Daulat (1980)
- Karz (1980) Tina Munim
- Katilon Ke Kaatil (1981)
- Naseeb (1981) Kim
- Biwi-O-Biwi: The Fun-Film (1981) Poonam Dhillon
- Zamaane Ko Dikhana Hai (1981) Padmini Kolhapure
- Yeh Vaada Raha (1982) Tina Munim/Poonam Dhillon
- Deedar-E-Yaar (1982) Tina Munim
- Prem Rog (1982) Padmini Kolhapure
- Bade Dil Wala (1983) Tina Munim
- Coolie (1983) Shoma Anand
- Duniya (1984) Amrita Singh
- Aan Aur Shaan (1984)
- Yeh Ishq Nahin Aasan (1984) Tina Munim
- Sitamgar (1985) Poonam Dhillon
- Naseeb Apna Apna (1986) Farah/Radhika
- Nagina (1986) Sridevi
- Pyaar Ke Kabil (1987) Padmini Kolhapure
- Hawalaat (1987) Mandakini
- Sindoor (1987) Jayaprada
- Vozvrashcheniye Bagdadskogo vora (1988)
- Vijay (1988) Sonam
- Janam Janam (1988) Vinita Goyal
- Hamara Khandaan (1988) Farah
- Ghar Ghar Ki Kahani (1988) Jayaprada/Anita Raj
- Naqab (1989)
- Hathyar (1989)
- Gharana (1989) Meenakshi Sheshadri/Jayaprada
- Naqab (1989) Farah
- Hathyar (1989) Sangeeta Bijlani
- Chandni (1989) Sridevi
- Bade Ghar Ki Beti (1989) Meenakshi Sheshadri
- Paraya Ghar (1989)
- Khoj (1989) Kimi Katkar
- Shesh Naag (1990) Mandakini
- Sher Dil (1990)
- Azaad Desh Ke Gulam (1990) Rekha
- Amiri Garibi (1990) Neelam
- Ghar Parivar (1991) Meenakshi Sheshadri
- Ajooba (1991) Sonam
- henna (1991) Zeba/Ashwini Bhave
- Ranbhoomi (1991) Neelam
- Banjaran (1991) Sridevi
- Bol Radha Bol (1992) Juhi Chawla
- Deewana (1992) – Divya Bharti
- Shreemaan Aashique (1993) Urmila
- Sahibaan (1993) Madhuri Dixit
- Gurudev (1993) Sridevi
- Anmol (1993) Manisha Koirala
- Damini – Lightning (1993) Meenakshi Sheshadri
- Dhartiputra (1993) Jayaprada
- Izzat Ki Roti (1993) Juhi Chawla
- Mohabbat Ki Arzoo (1994) Zeba
- Eena Meena Deeka (1994) Juhi Chawla
- Saajan Ka Ghar (1994) Juhi Chawla
- Pehla Pehla Pyaar (1994) Tabu
- Prem Yog (1994) Madhoo
- Saajan Ki Baahon Mein (1995) Raveena Tandon
- Hum Dono (1995) Pooja Bhatt
- Yaraana (1995) Madhuri Dixit
- PremGranth (1996) Madhuri Dixit
- Daraar (1996) – Juhi Chawla
- Kaun Sachcha Kaun Jhootha (1997) Sridevi
- Jai Hind (1999) Raveena Tandon
- Karobaar: The Business of Love (2000) Juhi Chawla
- Raju Chacha (2000) –
- Kuch Khatti Kuch Meethi (2001) Rati Agnihotri
- Yeh Hai Jalwa (2002) Rati Agnihotri
- Kucch To Hai (2003) – Kanu Gill
- Love at Times Square (2003)
- Tehzeeb (2003) Shabana Azmi
- Zakochani (2004) Rati Agnihotri
- Pyaar Mein Twist(2005) – Dimple Kapadia
- Unicestwienie (2006) Kirron Kher
- Don't Stop Dreaming (2007)
- Namastey London (2007)
- Om Shanti Om (2007) – gościnnie na rozdaniu nagród Filmfare
- Sambar Salsa (2007)
- Airport (2008)
- Kalash (2008) – gościnnie
- Odrobina miłości, odrobina magii (2008)
- Dilli 6 (2008)
- Luck by Chance (2008)